# Austria en los Juegos Paralímpicos de Lillehammer 1994
Austria estuvo representada en los Juegos Paralímpicos de Lillehammer 1994 por un total de 38 deportistas, 30 hombres y ocho mujeres.

## Medallistas
El equipo paralímpico austríaco obtuvo las siguientes medallas:
| Nombre               | Deporte                    | Evento                               |
| -------------------- | -------------------------- | ------------------------------------ |
| Oro                  |                            |                                      |
| Helga Erhart         | Esquí alpino               | Eslalon LW2 femenino                 |
| Arno Hirschbühl      | Esquí alpino               | Eslalon LW9 femenino                 |
| Elisabeth Kellner    | Esquí alpino               | Eslalon gigante B1-2 femenino        |
| Gabriele Huemer      | Esquí alpino               | Supergigante B1-2 femenino           |
| Hannes Hüttenbrenner | Esquí alpino               | Descenso LW6/8 masculino             |
| Meinhard Tatschl     | Esquí alpino               | Eslalon LW6/8 masculino              |
| Paul Bluschke        | Esquí alpino               | Eslalon gigante LWXII masculino      |
| Plata                |                            |                                      |
| Nadja Obrist         | Esquí alpino               | Descenso LW6/8 femenino              |
| Nadja Obrist         | Esquí alpino               | Supergigante LW6/8 femenino          |
| Helga Erhart         | Esquí alpino               | Descenso LW2 femenino                |
| Gabriele Huemer      | Esquí alpino               | Eslalon gigante B1-2 femenino        |
| Helga Erhart         | Esquí alpino               | Eslalon gigante LW2 femenino         |
| Elisabeth Kellner    | Esquí alpino               | Supergigante B1-2 femenino           |
| Arno Hirschbühl      | Esquí alpino               | Supergigante LW9 femenino            |
| Meinhard Tatschl     | Esquí alpino               | Descenso LW6/8 masculino             |
| Meinhard Tatschl     | Esquí alpino               | Eslalon gigante LW6/8 masculino      |
| Josef Orlitsch       | Esquí alpino               | Eslalon LW5/7 masculino              |
| Reinhold Sager       | Esquí alpino               | Eslalon LWX masculino                |
| Franz Czuk           | Esquí alpino               | Eslalon gigante B1 masculino         |
| Paul Bluschke        | Esquí alpino               | Supergigante LWXII masculino         |
| Renata Hönisch       | Esquí de fondo             | 5 km estilo clásico B2 femenino      |
| Renata Hönisch       | Esquí de fondo             | 5 km estilo libre B2 femenino        |
| Gabriele Buchegger   | Esquí de fondo             | 5 km estilo clásico LW2/3/4 femenino |
| Bronce               |                            |                                      |
| Felix Karl           | Carrera de trineo en hielo | 100 m LW10-11 masculino              |
| Arno Hirschbühl      | Esquí alpino               | Descenso LW9 femenino                |
| Carmen Haderer       | Esquí alpino               | Eslalon LW3/4 femenino               |
| Nadja Obrist         | Esquí alpino               | Eslalon gigante LW6/8 femenino       |
| Peter Poetscher      | Esquí alpino               | Descenso LW1/3 masculino             |
| Leopold Ertl         | Esquí alpino               | Eslalon gigante B1 masculino         |
| Gerhard Pscheider    | Esquí alpino               | Eslalon gigante B2 masculino         |
| Hannes Hüttenbrenner | Esquí alpino               | Eslalon gigante LW6/8 masculino      |
| Reinhold Sager       | Esquí alpino               | Eslalon gigante LWX masculino        |
| Gabriele Buchegger   | Esquí de fondo             | 5 km estilo libre LW2/3/4 femenino   |
| Oliver Anthofer      | Esquí de fondo             | 5 km silla de esquí LW10 masculino   |
| Oliver Anthofer      | Esquí de fondo             | 15 km silla de esquí LW10 masculino  |